# Championnat du Ghana de football 2019-2020
Navigation
Saison précédente Saison suivante
La saison 2019-2020 du Championnat du Ghana de football est la soixantième édition de la première division au Ghana, après la mise en place d'un comité de normalisation et d'un championnat de transition en 2019, ce championnat passe à 18 équipes.
Le club de Wa All Stars Football Club, renommé Legon Cities FC, participe de nouveau à la compétition, ainsi que deux autres clubs réadmis après procédures judiciaires à la suite de leur relégation, en 2014 pour King Faisal Babies et en 2017 pour Great Olympics.

## Déroulement de la saison
Pour la première fois, le championnat est composé de dix-huit équipes, il démarre le 29 décembre 2019.
Le 15 mars 2020, lors de la 15e journée, le championnat est interrompu à cause de la pandémie de Covid-19. Le 30 juin 2020, le championnat est définitivement arrêté, aucun titre ne sera décerné, il n'y aura aucune relégation ni promotion.
Pour les qualifications continentales sont désignés les mêmes clubs que lors de la saison de transition 2019, soit Asante Kotoko SC pour la Ligue des champions de la CAF 2020-2021, et Ashanti Gold SC pour la Coupe de la confédération 2020-2021.

## Les clubs participants
- Medeama Sporting Club
- Elmina Sharks FC
- West Africa Football Academy
- Berekum Chelsea
- Ashanti Gold SC
- Dreams FC
- International Allies FC
- Hearts of Oak SC
- Aduana Stars
- Bechem United
- Liberty Professionals
- Asante Kotoko SC
- Karela Football Club
- Techiman Eleven Wonders FC
- Ebusua Dwarfs
- Legon Cities FC anciennement Wa All Stars FC - réadmis
- Great Olympics - réadmis
- King Faisal Babies - réadmis

## Compétition
Le barème de points servant à établir les classements se décompose ainsi :
- Victoire : 3 points
- Match nul : 1 point
- Défaite : 0 point

### Classement
| Rang | Équipe                       | Pts  | J  | G | N | P | Bp | Bc | Diff |
| ---- | ---------------------------- | ---- | -- | - | - | - | -- | -- | ---- |
| 1    | Aduana Stars                 | 28   | 15 | 8 | 4 | 3 | 17 | 11 | +6   |
| 2    | Berekum Chelsea              | 26   | 14 | 8 | 2 | 4 | 16 | 12 | +4   |
| 3    | Asante Kotoko SC             | 25   | 14 | 7 | 4 | 3 | 14 | 7  | +7   |
| 4    | Elmina Sharks FC             | 25   | 15 | 6 | 7 | 2 | 18 | 13 | +5   |
| 5    | Ashanti Gold SC              | 25   | 15 | 7 | 4 | 4 | 12 | 10 | +2   |
| 6    | Medeama Sporting Club        | 24-3 | 15 | 8 | 3 | 4 | 18 | 11 | +7   |
| 7    | Bechem United                | 22   | 15 | 6 | 4 | 5 | 15 | 14 | +1   |
| 8    | Hearts of Oak SC             | 21   | 14 | 5 | 6 | 3 | 14 | 11 | +3   |
| 9    | Great Olympics               | 20   | 15 | 6 | 2 | 7 | 17 | 19 | -2   |
| 10   | West Africa Football Academy | 19   | 14 | 4 | 7 | 3 | 15 | 11 | +4   |
| 11   | International Allies FC      | 19   | 14 | 5 | 4 | 5 | 22 | 21 | +1   |
| 12   | Techiman Eleven Wonders FC   | 19   | 15 | 5 | 4 | 6 | 11 | 15 | -4   |
| 13   | Dreams FC                    | 16   | 15 | 4 | 4 | 7 | 10 | 11 | -1   |
| 14   | Liberty Professionals        | 16   | 15 | 4 | 4 | 7 | 21 | 23 | -2   |
| 15   | Legon Cities FC              | 16   | 15 | 3 | 7 | 5 | 12 | 18 | -6   |
| 16   | Ebusua Dwarfs                | 15   | 15 | 4 | 3 | 8 | 13 | 20 | -7   |
| 17   | Karela Football Club         | 11   | 15 | 2 | 5 | 8 | 10 | 16 | -6   |
| 18   | King Faisal Babies           | 6    | 14 | 0 | 6 | 8 | 17 | 29 | -12  |

|  | Qualification pour la Ligue des champions de la CAF 2020-2021 |
|  | Qualification pour la Coupe de la confédération 2020-2021     |

- Medeama Sporting Club, pénalité de 3 points pour l'emploi d'un joueur non qualifié.
- Pour les qualifications continentales sont désignés les mêmes clubs que lors de la saison de transition 2019, soit Asante Kotoko SC pour la Ligue des champions de la CAF et Ashanti Gold SC pour la Coupe de la confédération.

## Bilan de la saison
| Championnat du Ghana de football 2019-2020 |                                                |
| Champion                                   | aucun                                          |
| Coupes et trophées                         |                                                |
| Vainqueur de la Coupe du Ghana 2019-2020   | aucun                                          |
| Qualifications continentales               |                                                |
| Ligue des champions de la CAF 2020-2021    | Asante Kotoko SC (champion 2019)               |
| Coupe de la confédération 2020-2021        | Ashanti Gold SC (vainqueur qualification 2019) |
| Promotions et relégations                  |                                                |
| Promus en Premier League                   | aucun                                          |
| Relégués en Division One                   | aucun                                          |